# Ensenada (Argentina)
Ensenada è un comune dell'Argentina situato nella provincia di Buenos Aires. La località è il capoluogo amministrativo del partido omonimo ed è all'interno della conurbazione della Grande La Plata.

## Geografia
Ensenada sorge lungo l'estuario del Río de la Plata, che proprio qui forma un'insenatura dal quale prende il nome la città, ed è situata a 5 km a nord di La Plata. È separata dalla vicina cittadina di Berisso dal porto di La Plata.

## Storia
L'insenatura del Rio de la Plata presso la quale sorge l'odierna città di Ensenada fu scoperta da Magellano il 7 febbraio 1520. Le terre limitrofe alla baia furono occupate poi da Hernandarias, mentre nel 1629 furono vendute a Antonio Gutiérrez Barragán. Negli anni successivi l'insenatura, che prenderà il nome dalla famiglia proprietaria delle terre circostanti (Ensenada de Barragán), diventerà un punto d'approdo dei contrabbandieri di schiavi provenienti dal Brasile portoghese. Proprio per reprimere il contrabbando gli spagnoli costruirono al principio del XVIII secolo una postazione militare che nel 1734 divenne un forte. L'esistenza di questa fortificazione fu tutt'altro che facile a causa della vicinanza con il Rio de la Plata, era infatti soggetto a frequenti inondazioni e danneggiamenti dovuti alle piene.
Il villaggio di Ensenada fu fondato su iniziativa de viceré Gabriel de Avilés il 2 gennaio 1801. Con lo stesso decreto fu aperto al commercio il porto locale e furono ingrandite e migliorate le fortificazioni del forte Barragán. Il 1806, nel corso della prima invasione inglese, la guarnigione del forte, guidata da Santiago de Liniers, respinse lo sbarco delle truppe britanniche del generale William Carr Beresford. Nonostante la momentanea vittoria degli spagnoli, gli inglesi sbarcheranno venti km più ad ovest, nei pressi di Quilmes, da dove poi marceranno sino a Buenos Aires.
Il 30 giugno dell'anno seguente, una seconda spedizione britannica, capitanata da John Whitelocke, sbarcò nuovamente ad Ensenada senza tuttavia trovare resistenza. Le fortificazioni erano state infatti abbandonate dai difensori.
Nel dicembre 1872 la città fu collegata a Buenos Aires dalla linea ferroviaria. Dieci anni più tardi il governatore Dardo Rocha nominò Ensenada capitale provvisoria della provincia di Buenos Aires. Sempre nello stesso anno, con l'apertura del porto di La Plata Ensenada e il vicino villaggio di Berisso furono separati definitivamente da un canale navigabile.

## Monumenti e luoghi d'interesse
- Forte Barragán, costruito nel 1800, fu distrutto da una tempesta e ricostruito l'anno seguente. stato dichiarato Monumento Nazionale.
- Chiesa di Nostra Signora della Mercede

## Cultura

### Istruzione

#### Musei
- Museo Forte Barragán e Eroi delle Malvinas

## Economia
Ensenada è un importante centro siderurgico, cantieristico e petrolchimico della provincia di Buenos Aires. Le più importanti realtà industriali attive in città sono il cantiere navale Río Santiago, aperto nel 1953 e tra i più importanti dell'America latina, gli impianti siderurgici della Siderar e la grande raffineria della YPF.
Accanto a queste tre grandi realtà economiche si è sviluppato un quarto polo industriale favorito dall'istituzione di una zona franca nella parte nord della città.

## Sport
La principale squadra di Ensenada è il Club Defensores de Cambaceres che disputa le sue partite interne allo stadio 12 de octubre.